# Cretoxyrhina mantelli

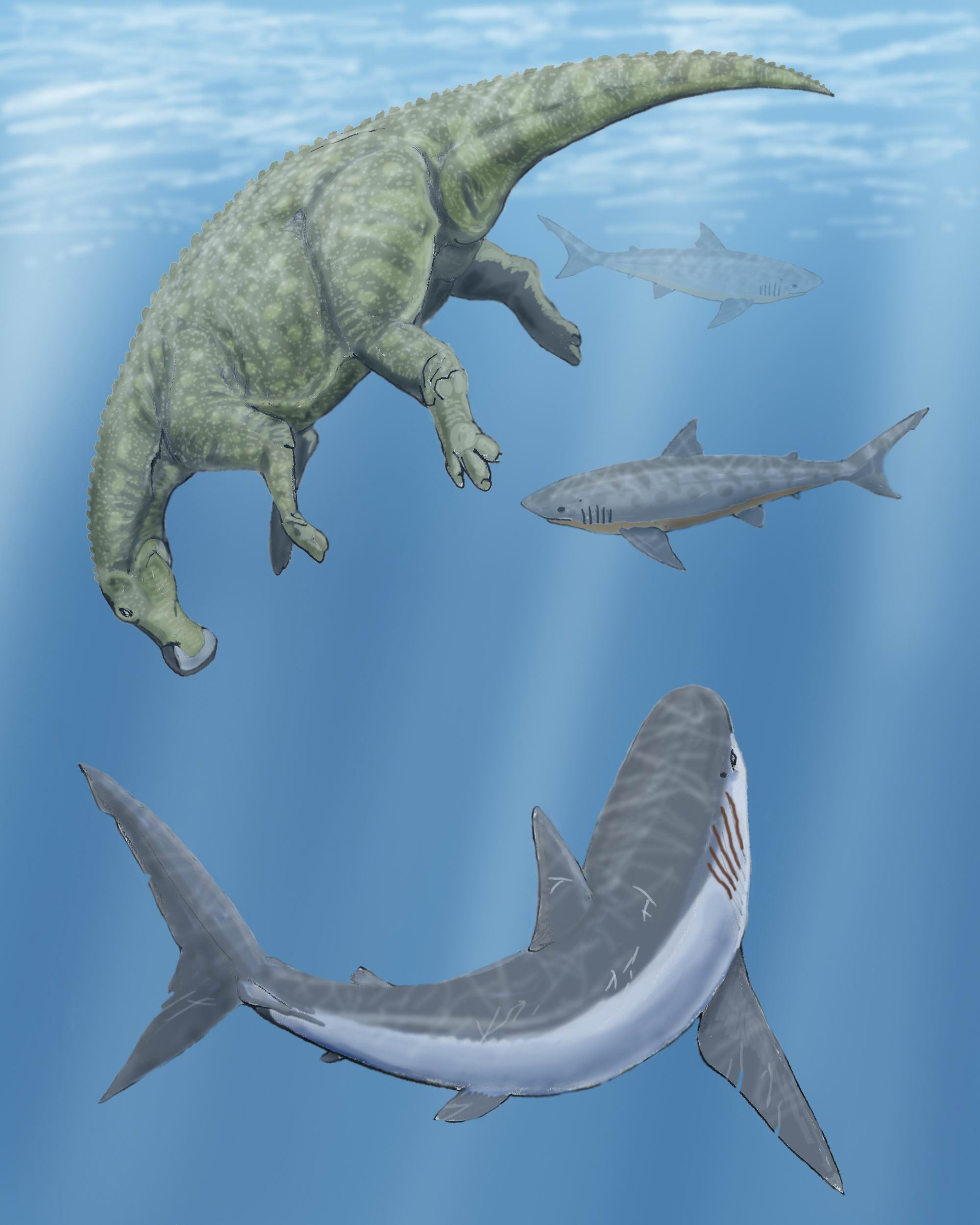
Um Cretoxyrhina e dois Squalicorax circundam um Claosaurus morto.

O tubarão-ginsu (Cretoxyrhina mantelli) foi um grande tubarão que viveu durante o Cretáceo, há cerca de 100 milhões de anos, no Oceano Atlântico. Chegava a atingir 5,5 metros de comprimento e os seus dentes curvos atingiam os 5 cm de comprimento. Muito parecido com o grande tubarão branco (Charcharodon carcharias), caçava presas quase do seu tamanho como o Xiphactinus. Foi o segundo maior tubarão predador que já existiu, perdendo apenas para o Megalodonte. Esse tubarão era extremamente agressivo e era o maior de sua época.